# 胃腸炎
胃腸炎（いちょうえん、英語: gastroenteritis）とは、感染性下痢（infectious diarrhea）、ガストロとも知られ、消化管 胃 ("gastro"-)および小腸 ("entero"-)の炎症を特徴とする疾患であり、発熱、下痢、嘔吐、腹痛および腹部痙攣などの症状を呈する。食物によって生じるものは食中毒とも称される。山陰地方では、感染性胃腸炎の事を腸感冒とも呼ぶ。
世界的にみて小児の発症例のほとんどがロタウイルスによるものである。成人ではノロウイルスおよびカンピロバクターに起因するものが最も多い。次いでその他の細菌 (またはその毒素)や寄生虫を原因とするものがよくみられる。調理が不適切な食品や汚染された水を摂取したり、感染者との密接な接触などによって感染する。
治療の基本は十分な水分補給である。軽度または中等度の症例では経口補水液の補給が効果的である。重症例になると静脈内輸液が必要となる場合がある。

## 症状および徴候
胃腸炎では通常下痢と嘔吐の双方がみられることが多く、また頻度は下がるものの、そのいずれかのみがみられることもある。腹部痙攣を生じる場合もある。症状および徴候は通常、感染から12〜72時間で発現しはじめる。
ウイルス性胃腸炎の場合、症状は通常1週間以内に軽快し、発熱、倦怠感、頭痛、筋肉痛を伴うことがある。血便がみられる場合、ウイルス性である可能性は低く、細菌感染が疑われる。一部の細菌感染では重度の腹痛を伴い、数週間続くことがある。
ロタウイルスに感染した小児は通常3〜8日以内に全快する。ただし貧困国では重度の感染に対する治療が行き届かないことが多く、下痢が長引くことが多い。下痢の合併症として脱水が頻繁にみられる。脱水の程度が顕著な小児例では毛細血管再充満時間が長く、皮膚の張りの低下、呼吸異常などがみられる。衛生状態が悪く栄養失調のみられる地域では感染を繰り返すことも多く発育不全や長期的な認知機能の発達遅延をもたらす場合がある。
カンピロバクター属細菌感染者の1%が反応性関節炎を、0.1%がギラン・バレー症候群を発症する。志賀毒素（ベロ毒素）を産生する腸管出血性大腸菌や赤痢菌に感染すると、血小板減少や腎不全、溶血性貧血の結果、溶血性尿毒症症候群 (HUS)を発症することがある。小児の方が成人よりもHUSを発症しやすい。ウイルス感染では良性小児てんかんを来たすこともある。

## 原因
ウイルスおよび大腸菌や カンピロバクター属菌などの細菌が胃腸炎の主な原因である。感染リスクは小児の方が高くなっており、これは免疫が不十分であったり不衛生になりやすいためである。

### 感染経路
食品などの原因物質からの感染経路が最も多いケースではあるが、不明な場合も少なくない。海外旅行などで、現地の食材や飲み水で感染することもある。ペットなどから感染する場合もなくはない。トイレからの感染経路も充分にある。

### ウイルス性
急性胃腸炎の原因として知られるウイルスにはロタウイルス、ノロウイルス、アストロウイルス、アデノウイルスなどがある。ウイルス性胃腸炎の中で、臨床的な意義が確立されているのはロタウイルス、ノロウイルス、サポウイルス、アデノウイルス、アストロウイルスの5種類である。
小児の胃腸炎ではロタウイルスがもっとも多く、先進国でも発展途上国でも発症率は同程度である。小児の感染性下痢の70%がウイルスによるものである。成人は獲得免疫を有するため、ロタウイルス感染はあまりみられない。
アメリカではノロウイルスが成人の胃腸炎の主要な原因となっており、集団発生の90%以上がこのウイルスによるものである。このような限局性の流行は、クルーズ客船 や病院、レストランなど、人々が密接した空間で過ごしている時に発生しやすい。下痢が治まった後も保菌者の感染性は持続しており1ヶ月程度ウイルスを排出し続ける。小児の感染例の約10%はノロウイルスによるものである。

### 細菌性

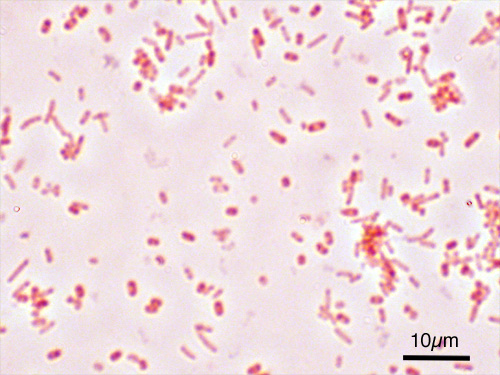
Salmonella enterica 血清型Typhimurium (ATCC 14028) グラム染色後100倍で観察

先進国ではカンピロバクター・ジェジュニが細菌性胃腸炎の主な原因となっており、その半数は家禽との接触によるものである。小児では細菌が感染例の15%の原因となっており、最もよくみられるものに大腸菌、サルモネラ菌、赤痢菌、カンピロバクター属などがある。細菌に汚染された食品を常温で数時間放置すると細菌が増殖し、その食品を食べた場合の感染リスクが上昇する。なかでも食中毒の原因としてよくみられるものに、生肉や過熱が不十分な食肉、家禽、海鮮類、卵、生のスプラウト、低温殺菌されていない牛乳、ソフトチーズ、果物や野菜のジュースなどがある。発展途上国（特にサハラ以南アフリカやアジア）では、コレラが胃腸炎の原因としてよくみられ、多くは汚染された水や食品による感染である。
高齢者では、毒素産生型クロストリディオイデス・ディフィシルもまた下痢の原因として重要である。乳幼児も無症候でこの細菌を保菌していることがある。入院患者の下痢の原因としてよくみられ、抗生物質の使用が誘発していることが多い。黄色ブドウ球菌 感染による下痢もまた、抗生物質を使用している患者に発生することがある。旅行者下痢の多くは細菌性胃腸炎の一種である。胃酸分泌抑制剤の使用もまた、クロストリディオイデス・ディフィシル、サルモネラ菌、カンピロバクター属など多数の微生物への曝露から感染につながるリスクを上昇させるようである。このリスクはヒスタミンH2受容体拮抗薬よりもプロトンポンプ阻害薬を摂取している患者の方が高くなっている。

### 寄生虫性
さまざまな原生動物が胃腸炎の原因となりうる。特によくみられるのがランブル鞭毛虫であるが、赤痢アメーバやクリプトスポリジウム もまた原因となりうる。このような病原体によるものが小児発症例の10%を占める。ジアルジア症は発展途上国によくみられるが、ランブル鞭毛虫によるこのタイプの疾患は世界中ほぼどこでも起こりうる。この疾患は、有病率の高い地域への旅行者や保育所に通う小児、男性間の性交、災害時などに発生しやすくなる。

### 伝染
汚染水の摂取や身の回り品の共用などによって伝染する。雨季と乾季のある地域では乾季に水質が悪化するため、集団発生につながりやすい。四季のある地域では冬に感染が増える。世界的にみて哺乳瓶の不衛生な管理が大きな原因となっている。感染率は不衛生にも相関しており、特に小児や大所帯、栄養状態の悪い集団にはその影響が顕著である。耐性がつくため、成人の場合何ら症状を呈さずに病原体を保菌していることがある（自然宿主）。赤痢菌など、一部の病原体の感染はサル目に限られる一方、多岐にわたる動物に感染するものもある(ランブル鞭毛虫等)。

### 非感染性
消化管の炎症を惹き起こす原因には、非感染性のものも数多く存在する。よくみられるものには、医薬品 (NSAIDs等)、ラクトース (不耐性者の場合)やグルテン (セリアック病患者の場合)を含む食品などが挙げられる。クローン病もまた非感染性の胃腸炎を惹き起こし、その症状の多くは重度である。また毒素によるものもある。食品が原因となって吐き気や嘔吐、下痢を惹き起こすものには、捕食によって汚染された魚類を摂取することによるシガテラ中毒、腐敗した魚の摂取によるヒスタミン中毒、フグによるテトドロドキシン中毒、保存状態の悪い食品が原因となることの多いボツリヌス中毒などが挙げられる。

## 病態
胃腸炎は小腸や大腸の感染による嘔吐、下痢を特徴とする。小腸にみられる変化は非炎症性であることが多いが、大腸では炎症性である。感染を惹き起こす病原体数はクリプトスポリジウムの1株からコレラ菌の108株までさまざまである。

## 診断
胃腸炎は患者の徴候および症状をもとに臨床診断される。直接的な原因を判別することは治療法を左右するものではないため、通常必要とされない。ただし、糞便中に潜血がある場合や食中毒が疑われる場合、最近発展途上国に滞在歴のある患者の場合には検便を実施する必要がある。また、監視のため診断試験を実施することがある。乳児および小児の約10%に低血糖がみられるため、この年齢層の患者には血清グルコース濃度の測定が推奨される。重度の脱水が疑われる場合は電解液および腎機能を確認する必要がある。

### 脱水
診断の上では患者が脱水を来たしているかどうかの判断が重要となる。脱水の程度は通常、軽度 (3〜5%)、中等度 (6〜9%)および重度 (≥10%)に分けられる小児の場合、中等度または重度の脱水を示す最も正確な徴候は毛細血管再充満時間の延長、皮膚弾力の低下、呼吸異常である。この他併用するのに有用な所見として眼のくぼみ、活動性の低下、眼や口の渇きなどが挙げられる。正常な排尿と飲水がみられれば危険度は少ない。脱水の程度を明らかにする上で、臨床検査はあまり有益ではない。

### 鑑別診断
胃腸炎でなくとも似た徴候および症状を呈することのあるものに虫垂炎、腸捻転、炎症性腸疾患、尿路感染症および糖尿病などがあり、鑑別が必要である。このほか膵不全、短腸症候群、ウィップル病、セリアック病、瀉下薬中毒も考慮する必要がある。鑑別診断は嘔吐または下痢のいずれかのみを呈する患者の方が、双方の症状を呈する患者よりもいくぶん複雑化する。
虫垂炎の場合、全例の33%に嘔吐、腹痛、少量の下痢がみられる。胃腸炎の下痢は通常多量であるという点で対比している。小児の場合、肺や尿路に感染がある場合も嘔吐や下痢を惹き起こすことがある。糖尿病性ケトアシドーシス (DKA)も腹痛、吐き気、嘔吐などの症状を呈するが、下痢はみられない。ある試験によれば、DKAの小児の17%が最初は胃腸炎と診断されている。

## 予防

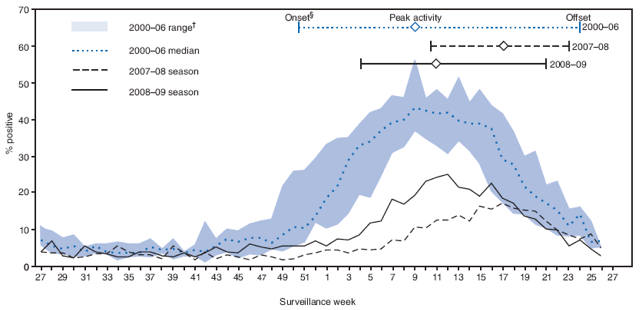
報告週別ロタウイルス試験陽性の割合（アメリカ合衆国、2000年7月〜2009年6月）

急性胃腸炎の病原体の多くは人体外でも長時間生存できるため、院内感染の予防のためには標準感染予防策に加えて接触感染予防策を講じる必要がある。自宅ではガウンや手袋の着用は困難であるが、トイレから出た後、食事前、乳幼児のオムツ交換の前後などこまめに手を洗うことが必要である。紙オムツはビニール袋で密封するなどして廃棄する。患者の便により汚染された衣服などは、漂白剤に浸けおき洗いするなどして消毒すべきである。

### 生活習慣
汚染されていない水を容易に利用できるようにし、習慣的に良い衛生状態を保つことが、感染や臨床的に有意な胃腸炎の発生率を減少させる上で重要である。各個人の手洗い等の実践が、途上国でも先進国でも胃腸炎の有病率を30%も減少させることがわかっている。消毒用アルコールジェルも効果的である。衛生状態の悪い地域では特に、全体的な衛生状態の改善と並んで授乳が重要な役割を果たす。母乳は感染の頻度と感染期間のいずれも減少させる。汚染された食品や飲料を避けることもまた効果的である。

### ワクチン投与
世界保健機関は2009年に性双方の点で、全世界的に小児へのロタウイルスワクチン投与を推奨している。市場には2種のロタウイルスワクチンが既に存在し、さらに数種が開発中である。アフリカおよびアジアではこのワクチンが小児の重度の胃腸炎を減少させており、国家予防接種プログラムを実施している国々では疾患の発症率と重症度が低下している。このワクチンはほかにも、感染循環を減少させることによってワクチン未投与の小児にも予防効果がみられる。2000年から実施されたアメリカ合衆国でのロタウイルスワクチン投与プログラムによって、下痢の症例数が実に80%も減少している。ワクチンの初回投与は生後6週から15週の間に投与することが望ましい。経口コレラワクチンは2年以上にわたって50〜60%の有効性が確認されている。

## 治療
胃腸炎は通常急性の自己制限疾患であり、投薬は必要としない。軽度ないし中等度の脱水には経口補水液による治療(ORT)がよく用いられる。ただし、小児にはメトクロプラミドやオンダンセトロンが治療の助けとなることがある。腹痛の治療にはブチルスコポラミンが有用である。

### 水分補給
小児、成人ともに、胃腸炎の一次治療は水分補給である。経口補水液による水分補給が適しているが、意識レベルの低下がみられる場合や脱水が重度である場合、点滴静脈注射による輸液が必要となることがある。経口補水液は単糖類を含むものより複合炭水化物から作られたもの(麦や米を原料とするものなど)の方が好ましい。ソフトドリンクやフルーツジュースなどの単糖類を特に多く含む飲料は、下痢を増悪させることがあるため推奨されない。経口補水液が手に入らない場合や患者が好まない場合、これよりも効果は落ちるが純粋な水を用いることもある。必要性がある場合、小児には経鼻カテーテルを使用することもある。一方、小児の軽症胃腸炎患者に対しては、2倍希釈のリンゴジュースを用いると治療失敗が少ないとの報告がある。

### 食事
母乳で育てている乳児には普段通り母乳を与えることが望ましく、乳児用流動食を与えている乳児には、ORTによる水分補給後すみやかに同じ乳児用流動食を与えることが推奨されている。無乳糖または低乳糖の流動食を与える必要はない。小児には下痢が続く間も通常の食事を続けさせることが望ましいが、例外として単糖を多く含む食品は避けるようにする。 BRATダイエット (バナナ、米、アップルソース、トースト、お茶)は、栄養分が不足しており通常の食事と比べて便益性が高いわけでもないため、現在では推奨されていない。一部のプロバイオティックスは、回復までの時間と下痢の頻度をいずれも減少させる効果があることが示されている。また、抗生物質によって惹き起こされる下痢の予防と治療にも有用である。発酵乳製品(ヨーグルト等)も同じく有益である。発展途上国では亜鉛の補給が小児の下痢の治療および予防いずれにも効果的であると考えられている。

### 制吐薬
制吐薬の投与は小児の嘔吐の治療の一助となる。オンダンセトロンには一定の有益性があり、単回投与によって静脈内輸液や入院の必要性を低下させ、嘔吐回数を減少させる。メトクロプラミドもまた場合によっては有用である。ただし、オンダンセトロンの使用が小児の再入院率を上昇させる可能性がある。オンダンセトロンの静脈内投与が臨床的に難しい場合は経口投与も可能である。ジメンヒドリナートは嘔吐を減少させはするものの、臨床的に有意な便益性は認められない。

### 抗生物質
抗生物質は通常胃腸炎の治療には用いられないが、症状が特に重度の場合や、細菌性の原因が特定されるか疑われる場合に限り推奨されることがある。抗生物質を用いる必要がある場合、キノロン系よりマクロライド系抗生物質 (アジスロマイシン等)の方が抵抗率が高いため好ましい。通常抗生物質の使用によって惹き起こされる偽膜性大腸炎は、原因となった抗生物質の投与を中止し、メトロニダゾールまたはバンコマイシンを用いて治療する。治療の効果があらわれやすい細菌および原生動物は赤痢菌、腸チフス、ジアルジア属である。ジアルジア属や赤痢アメーバを原因とするものは、チニダゾールによる治療が推奨されており、メトロニダゾールよりも優れている。世界保健機関 (WHO)は、血性下痢および発熱いずれもみられる乳幼児には抗生物質の使用を推奨している。

### 腸管運動抑制剤
腸管運動抑制剤の投与は理論上合併症を惹き起こすリスクが高いとされており、臨床経験からはその可能性は高くないと示されているものの、やはり血性下痢や発熱を伴う下痢のある患者には使用を控えるべきである。オピオイド作動薬のひとつであるロペラミドは、下痢の対症療法としてよく用いられるが、小児に対しては未成熟な血液脳関門を通過して毒性を持ちうるため推奨されていない。三価ビスマスとサルチル酸塩の非溶解性複合体である次サリチル酸ビスマスは、軽度ないし中等度の症例に用いることができるが、理論上サルチル酸中毒を来たす可能性がある。

## 疫学
| no data ≤less 500 500–1000 1000–1500 1500–2000 2000–2500 2500–3000 | 3000–3500 3500–4000 4000–4500 4500–5000 5000–6000 ≥6000 |

2004年における10万人あたりの下痢についての障害調整生命年
no data
≤less 500
500–1000
1000–1500
1500–2000
2000–2500
2500–3000
3000–3500
3500–4000
4000–4500
4500–5000
5000–6000
≥6000

胃腸炎は年間ベースで全世界的に30億〜50億例が発症しており、そのうち140万例が死亡していると見積もられており、なかでも小児および発展途上国の住人の感染例が中心となっている。2011年現在、5歳未満の小児17億例中70万例が死亡しており、そのほとんどが貧困国で起こっている。死亡例のうち450,000例以上が5歳未満の小児のロタウイルス感染によるものである。コレラの年間発症数は300〜500万例であり、約100,000人が死亡している。発展途上国では2歳未満の小児が毎年6回以上の頻度で臨床的に重大な胃腸炎を発症している。成人は獲得免疫を有するため小児ほど頻度は高くない。
1980年には、何らかの胃腸炎によって460万例の小児が死亡しており、過半数が発展途上国で発生している。しかし2000年までには死亡率が著明に減少している(年間死亡例約150万人)。これは経口補水液の導入と普及によるところが大きい。アメリカ合衆国では胃腸炎感染が風邪に次いで2番目に多い感染症であり、2億〜3億7500万例が急性下痢を来たし、年間約1万人が死亡しているそのうち150〜300例が5歳未満の小児である。

## 急性胃腸炎
急性胃腸炎（英: acute gastroenteritis）とは、急性に発症する胃腸症状を主体とした症候群である。殆どは感染性胃腸炎で、中でもノロウイルスやロタウイルス等のウイルス性のものが圧倒的に多いが、一部に細菌性のものがある。病原体に汚染された食物が原因であれば食中毒であるが、例えば黄色ブドウ球菌のエンテロトキシンによる食中毒は、症状がウイルス性腸炎と極めて類似するため、急性胃腸炎と診断される可能性がある。

### 症状
下痢、嘔吐、腹痛が主な症状で、発熱および倦怠感を伴うこともある。一般的に、ウイルス性胃腸炎では嘔吐が激しく、細菌性腸炎では下痢が激しくなる傾向にある。
下痢はウイルス性胃腸炎の場合は水溶便であることがほとんどだが、腸管出血性大腸菌、赤痢菌、サルモネラ菌、腸炎ビブリオ、カンピロバクター等の細菌が原因の場合は血便となることがしばしばある。
各症状の出現頻度には患者年齢や病原体による差もあるが、個人差が極めて大きいのも急性胃腸炎の特徴である。症状の持続期間も個人差が大きい。
一般的にウイルス性胃腸炎よりも細菌性腸炎のほうが重症になりやすく、しばしば激しい腹痛、血便、38℃以上の高熱を伴う。
ほとんどの場合、数日～1週間程度で自然軽快するが、脱水症状には注意が必要である。また、細菌性腸炎では、ときに重篤な合併症を起こすこともある。例えば、ベロ毒素を産生する腸管出血性大腸菌や赤痢菌に感染すると、溶血性尿毒症症候群を起こすことがある。サルモネラ菌では敗血症を、カンピロバクターでは稀にギラン・バレー症候群を続発することがある。

### 治療
嘔吐は1日以上続くことは少ない。このため、症状が軽症であれば経口での水分摂取を薦めることで十分である。関節などの痛みや高熱を伴う場合もあり、発熱性過換気症候群を併発したケースもある。咳や鼻水を主たる症状とした、一般的な風邪とは異なり、重症となり入院するケースは少ない。入院した場合には、通常の点滴による水分補給及びビタミン点滴による栄養補給を行い原則として絶食する。絶食によって腸管を休ませることが最大の治療であり、風邪と同じく特効薬はない。通常、水性下痢が治まるまで点滴を行い、通常の食事を取って正常な便が出るまでに回復すれば退院となる。
嘔吐の程度が強く経口摂取が十分にできない場合、経静脈輸液（いわゆる点滴）が必要となる。特に小児などではアセトン血性嘔吐症（自家中毒）の合併が多く、こちらにも急速輸液が有効である。嘔吐の持続期間が長く経口摂取できない状態が続く場合や、下痢が重篤で経口での水分摂取が追いつかない場合、明らかな脱水がみられる場合は、入院して絶飲食とし、十分量の輸液を継続する必要がある。
ウイルス感染が圧倒的に多いため、病原体ごとに特異的な薬剤というものは存在せず、また使用する必要もない。脱水さえ回避できれば症状は自然軽快するからである。細菌性腸炎の場合でも、よほど重篤な場合を除いては、抗菌薬の投与は必要ない。細菌性腸炎は実質臓器の細菌感染や敗血症と異なり、自然軽快傾向が強いからである。
代表的な止痢薬であるロペラミドは乳幼児では腸閉塞を合併しうるため使用に注意が必要であり、細菌性腸炎では病原体の排泄を遅らせ重症化させる危険があるため禁忌である。特に腸管出血性大腸菌感染症にロペラミドを投与することは、溶血性尿毒症症候群を誘発する恐れがあると考えられており（エビデンスは不十分）、避けるべきである。

## 胃腸炎の原因となり得る主な病原体の早見表
| 病原体                           | 腸炎ビブリオ                                     | サルモネラ                                                               | カンピロバクター                                     | O157などの腸管出血性大腸菌（EHEC）                                                                   | 病原性大腸菌（腸管出血性大腸菌を除く）                                                                                         | 赤痢菌 | コレラ菌                                             | ノロウイルス                             | ロタウイルス                                                       |
| -------------------------------- | ------------------------------------------------ | ------------------------------------------------------------------------ | ---------------------------------------------------- | --- | --- | --- | ---------------------------------------------------- | ---------------------------------------- | ------------------------------------------------------------------ |
| 病原因子                         | 耐熱性溶血毒（TDH）                              | 腸管上皮細胞侵入                                                         | 腸管上皮細胞侵入                                     | ベロ毒素（志賀毒素）                                                                                 | 腸管病原性大腸菌（EPEC）と腸管侵入性大腸菌（EIEC）は腸管上皮細胞侵入。毒素原性大腸菌（ETEC）はコレラトキシンに似た毒素を産生。 | 腸管上皮細胞侵入、ベロ毒素（志賀毒素）                                                                                 | コレラ毒素（コレラトキシン）                         | 腸管上皮細胞侵入                         | 腸管上皮細胞侵入                                                   |
| 感染源                           | 魚介類                                           | ネズミ、家畜、鳥                                                         | 鳥、家畜                                             | 家畜、ネズミ、感染者の糞便                                                                           | 感染者の糞便 | 飲料水、感染者の糞便、サル                                                                                             | 魚介類、飲料水、感染者の糞便                         | 飲食物、感染者の糞便                     | 感染者の糞便、おむつ                                               |
| 原因食品                         | 生の魚、貝類など                                 | 生肉、鶏卵、サラダ                                                       | 鶏肉、豚肉、牛肉                                     | 種々の食品。特に生の牛肉が原因となることが多い。                                                     | 種々の食品 | 飲料水、種々の食品 | 魚介類、種々の食品                                   | 種々の食品                               | 食品からの感染は少ない。                                           |
| 潜伏期間                         | 12〜24時間                                       | 1〜2日                                                                   | 2〜11日                                              | 3〜8日                                                                                               | 12〜72時間 | 1〜5日 | 12時間〜5日                                          | 24〜48時間                               | 1〜3日                                                             |
| 主な症状                         | 上腹部痛、下痢、嘔吐                             | 発熱、腹痛、下痢、嘔吐                                                   | 頭痛、腹痛、下痢、嘔吐                               | 出血性大腸炎（下腹部痛、下痢、血便、風邪様症状）                                                     | 腹痛、下痢、嘔吐、発熱 | 下腹部痛、下痢、血便、発熱                                                                                             | 水様性下痢、嘔吐、脱水症状                           | 上腹部痛、嘔気、嘔吐、下痢               | 水様性下痢、嘔吐、発熱、脱水症状                                   |
| 腹痛                             | 上腹部で強い                                     | へそ周辺で強い                                                           | へそ周辺で強い                                       | 下腹部で強い                                                                                         | EPECはへそ周辺で強い。EIECは下腹部で強い。ETECでは軽い。                                                                       | 下腹部で強い。ときに渋り腹（テネスムス）もあり。                                                                       | 軽い                                                 | 上腹部で強い                             | 上腹部で強い                                                       |
| 下痢便の性状                     | 水様便、重症例では粘血便                         | 水様便または粘血便                                                       | 水様便または粘血便                                   | はじめ水様便、のちに血便                                                                             | EPECでは水様便が多い。EIECでは粘血便となることが多い。ETECでは真っ白い水様便が大量に出ることも。                               | はじめ水様便、のちに膿粘血便                                                                                           | 「米のとぎ汁」と形容されるほどの真っ白な水様便       | 水様便                                   | 水様便。重症例では真っ白い水様便が大量に出ることも。               |
| 血便（下血）                     | 重症例ではあり                                   | あり                                                                     | あり                                                 | 特に顕著に現れる。典型例では「糞便成分がほとんどなく、真っ赤な血液そのもの」といった状態で出てくる。 | EIECでは多い。EPECでも重症例ではあり。                                                                                         | 顕著。血液だけでなく膿や粘液も混じる。典型例では糞便成分がほとんどなく、血液、膿、粘液のみを頻回に排泄するようになる。 |                                                      |                                          | 胃腸炎自体ではなし。合併症として腸重積症を起こした場合はあり。     |
| 嘔吐                             | 多い                                             | あり                                                                     | あり                                                 | 稀                                                                                                   | あり | 稀 | 多い                                                 | 激しい                                   | 多い                                                               |
| 発熱                             | ない、または軽度（37℃台）                        | 多い、ときに38℃以上の高熱になることも                                    | あり                                                 | 軽度（37℃台）であることが多い                                                                        | EPEC、EIECでは多い。ETECでは稀。                                                                                               | あり | 稀                                                   | ない、または軽度（37℃台）                | 多い                                                               |
| 合併症                           | 稀に心臓障害を起こすことがある                   | 敗血症、髄膜炎                                                           | 敗血症、ギラン・バレー症候群                         | 溶血性尿毒症症候群（HUS）、血栓性血小板減少性紫斑病（TTP）                                           | | 溶血性尿毒症症候群（HUS）、ライター症候群                                                                              | 脱水症状                                             |                                          | 脱水症状、腸重積症、肝炎、心筋炎、脳炎、ウイルス性急性脳症、腎不全 |
| 二次感染（ヒトからヒトへの伝染） | 稀                                               | あり                                                                     | あり                                                 | あり                                                                                                 | あり | 多い | あり                                                 | 多い                                     | 多い                                                               |
| 予防法                           | 魚介類の生食を避ける、食前加熱                   | ネズミの駆除、鶏卵の生食を避ける、食前加熱、冷蔵冷凍、食前の手洗い       | 肉類の生食を避ける、食前加熱、冷蔵冷凍、食前の手洗い | 肉類の生食を避ける、食前加熱、冷蔵冷凍、食前の手洗い、二次感染の防止                                 | ネズミの駆除、加熱殺菌 | 生ものや生水を避ける、加熱殺菌、冷凍冷蔵                                                                               | 生ものや生水を避ける、加熱殺菌、冷凍冷蔵             | 食前加熱、手洗い、うがい、二次感染の防止 | ロタウイルスワクチン接種                                           |
| 感染症法での扱い                 | 五類感染症                                       | 五類感染症。一部の菌株は三類感染症（腸チフス、パラチフス）。             | 五類感染症                                           | 三類感染症（腸管出血性大腸菌感染症）                                                                 | 五類感染症 | 三類感染症（細菌性赤痢）                                                                                               | 三類感染症（コレラ                                   | 五類感染症                               | 五類感染症、基幹定点                                               |
| 備考                             | コレラ菌と同じビブリオ属に分類される細菌である。 | 腸チフスおよびパラチフスを起こす菌株は感染症法で三類感染症に指定される。 |                                                      | 合併症のHUSは致死率が高く、後遺症が残ることもある。                                                  | | 感染力が非常に強く、ごく少量の菌数でも感染が成立する。                                                                 | 腸炎ビブリオと同じビブリオ属に分類される細菌である。 |                                          | 乳幼児の重症胃腸炎の原因として重要な病原体。                       |

## 研究
胃腸炎に対するワクチンが多数開発中である。細菌性胃腸炎の二大原因菌である赤痢菌や毒素原性大腸菌(ETEC)に対するワクチンが開発中である。

## ヒト以外の胃腸炎
ネコやイヌも病原体によって胃腸炎を発症する。特に頻繁にみられるのがカンピロバクター、クロストリジウム・ディフィシル、クロストリジウム・パーフリンジェンス、サルモネラ菌である。また、有毒植物も胃腸炎の原因となる。伝染性胃腸炎コロナウイルス (TGEV)はブタに感染する。感染源は野鳥であると考えられており、特定の治療法はない。ただし、ヒトへの感染性はない。